# Hilaira gertschi
Hilaira gertschi är en spindelart som beskrevs av Holm 1960. Hilaira gertschi ingår i släktet Hilaira och familjen täckvävarspindlar. Inga underarter finns listade i Catalogue of Life.